# بيليتا كويلر
بيليتا كويلر (بالبرتغالية: Belita Koiller‏) هي أستاذة برازيلية في الفيزياء في معهد الفيزياء بالجامعة الإتحادية بمنطقة ريو دى جانيرو، البرازيل. وضعت نظرية المادة المكثفة، وقد أسهمت في توضيح خصائص المواد الصلبة المختلة، خاصة السلاسل الغير مرتبطة وسبائك أشباه الموصلات. وقد أصبحت مؤخراً أكثر اهتماماً بالتحكم الكمي في شحن ودوران الإلكترون الفردى في أشباه الموصلات، والتي تهدف إلى عمل  تطبيقات في مجال المعلومات والإحصاء الكمية.